# らき☆すた ポケットとらべら〜ず
『らき☆すた ポケットとらべら〜ず』は、美水かがみの4コマ漫画「らき☆すた」のスピンオフ作品の一つである日本の漫画作品。作画はあかりりゅりゅ羽。

## 概要
あかりりゅりゅ羽の商業デビュー作品。ストーリーも全てあかりが作ったものであり、原作者の美水は特に関わっていない。原作が日常物語的な4コマ漫画であるのに対し、本作は非日常的なファンタジー設定を織り込んだストーリー漫画である。
原作の「らき☆すた」が連載されていた雑誌の一つ、角川書店『月刊コンプエース』で2008年1月号（2007年11月26日発売）から8月号まで連載（3月号は休載）。全7話。完結後、アニマックスモバイルでも全話が有料配信されている。
なお、コンプティーク2008年12月号にて応募者全員サービスとして配布された『伝説の少女Aコレクションブック』に後日談が描かれているが、単行本の発売後の配布のため単行本には未収録である。

## ストーリー
秋葉原へ買い物に行ったこなた・かがみ・つかさ・みゆきの4人は、帰りにこなたの家へ立ち寄る。こなたはおもむろに戦利品のフィギュアを取り出し「このフィギュアは男女2体で1組なのに原作となったストーリーの悲恋と同じようになかなか2体揃わず、もし2体とも揃えられると願いが叶う」と言う都市伝説について語り始める。既にもう1体を持っていたこなたはフィギュアを並べて悦に浸るが、フィギュア同士が両手を合わせた所に取り付けるはずの花籠のパーツが見当たらないことに気付く。
結局、パーツは見つからずやがて4人は窓の外で降りしきる雨音に誘われるように眠ってしまう。そして、4人が目を覚ますと何故か4人ともフィギュアと同じぐらいの大きさに体が小さくなってしまっていた。

## 登場人物
各人物の基本設定についてはらき☆すたの登場人物を参照。
泉 こなた（いずみ こなた）
主人公。秋葉原で「2体揃うと願いが叶う」と噂されるフィギュアを手に入れてご満悦であったが、小さなパーツを紛失していることに気付く。縮小後は4人の中で一番早く状況に適応したが、長時間じっとしていられない性格が災いして行く先々でトラブルを起こし、クレーンゲームの筐体や駅の空き缶入れに閉じ込められたり原因不明の高熱を発症するなどのスリリングな体験をしている。
柊 かがみ（ひいらぎ かがみ）
こなたの友人である双子姉妹の姉。不平不満を言いつつもこなたの趣味に付き合っており、こなたが元の大きさに戻る為のキーワード探しに奔走する。自身が元の大きさに戻る為のキーワードは「ダイエット中だけどお菓子を食べたい」。
柊 つかさ（ひいらぎ つかさ）
こなたの友人である双子姉妹の妹。姉と対照的にマイペースで、岩崎家の飼い犬・チェリーに懐かれて花壇に首だけ外に出た状態で抵抗もままならず埋められたりした。自身が元の大きさに戻る為のキーワードは「お人形みたいな服を着てみたい」で、みゆきの母・ゆかりに人形用ドレスを着せられたことで願いが叶って元の大きさに戻るが、縮小時に着ていた制服と違って元から小さい服なので巨大化したはずみで破れて全裸になってしまった。
高良 みゆき（たから みゆき）
こなたの友人。良家のお嬢様でおっとりしている。重度の近視にコンプレックスを持っており、自身が元の大きさに戻る為のキーワードは「眼鏡が無くても細かいものが見える状態」であった。4人の中では最初に元の大きさへ戻り、縮小状態の3人をしばらく自宅で保護することを提案する。
小早川 ゆたか（こばやかわ ゆたか）
泉家に居候しているこなたの2歳下の従妹。縮小した状態の4人を最初に発見し、こなたに頼まれて4人をカバンに入れて秋葉原で新作エロゲーの行列に並ばされたり（16歳で年齢制限に引っかかるため断念）、ゲームセンターに行かされたり（こなたがボタン、かがみがレバー操作を袖に隠れながらプレイ）するが体調を崩してしまったところで同級生のみなみに遭遇する。
原作では従姉のこなたから「ゆーちゃん」と呼ばれているが、本作では一部「ゆうちゃん」と表記されている場合がある。
岩崎 みなみ（いわさき みなみ）
ゆたかの同級生。秋葉原でゆたかが体調を崩した際に遭遇し、事情を聞いて同級生のひより・パティと共に自宅へゆたかと縮小した4人を連れて行く。
田村 ひより（たむら ひより）
ゆたか・みなみの同級生。友人のパティと秋葉原のゲームセンターに来ていた際に、クレーンゲームで釣り上げたぬいぐるみと一緒に、ゆたかのカバンからはぐれてしまったこなたとつかさを発見する。
パトリシア＝マーティン
アメリカ出身の留学生で、ゆたか・みなみ・ひよりの同級生。ゆたかとはぐれてしまったこなた・つかさをゲームセンターで保護してみなみの家で合流した後、どうすれば4人が元に戻れるかの話し合いに不真面目な態度でちょこまかと動き回ってかがみを怒らせたこなたをガラス瓶に閉じ込めてしまう。
高良 ゆかり（たから ゆかり）
みゆきの母。娘以上に天然で順応力が高く、最初に元の大きさに戻ったみゆきの提案で縮小したままの3人と自宅で対面しても全く驚かず、つかさと生身の着せ替え遊びをしたことが原因でつかさは元の大きさに戻ることが出来た。

## 書誌情報
あかりりゅりゅ羽、『らき☆すた ポケットとらべら〜ず』 角川書店〈カドカワコミックス〉、全1巻
- 2008年10月10日初版発行 ISBN 978-4-04-854247-0

単行本の初版には、特定の店舗で以下の購入特典が付属していた。
- ゲーマーズ各店 - モノクロのペーパー。作者のコメント量は最も多い。かがみ（大）とこなた（小）のイラスト入り。
- とらのあな各店 - モノクロのペーパー。つかさ（大）とこなた（小）のイラスト入り。
- ワンダーグー高須店（名古屋店）  フルカラーのポストカード。裏面はこなた（大）とかがみ（小）のイラスト。